# 崔德根
崔德根 (韓語：최덕근) (1942年11月2日-1996年10月1日)，是一名韩国国家情报院特工兼韩国外交官，1996年10月1日他在俄罗斯联邦的符拉迪沃斯托克被毒死，杀害他的凶手至今没有抓到。

## 死因调查
虽然崔德根的官方原因被认为是钝器击打致死，但是他的身体上有一个直径为两倍铅笔芯大小的小孔，这表明有异物曾经被注射进他的身体。他死亡的死后身上还有1200美元在他的口袋里，后来的检测发现他身体里面的中的毒与1996年的朝鲜潜艇渗透韩国江陵市事件中朝鲜特种部队士兵携带的毒药相同。
朝鲜民主主义人民共和国政府否认了对他们的指控，并指责韩国政府伪造了证据以诬陷朝鲜民主主义人民共和国。
事后韩国外交部指示他们驻俄罗斯的外交官不要和在俄罗斯的朝鲜民主主义人民共和国人甚至是非法进入俄罗斯的朝鲜民主主义人民共和国脱北者的接触以免遭遇不测。